# Regina pacis

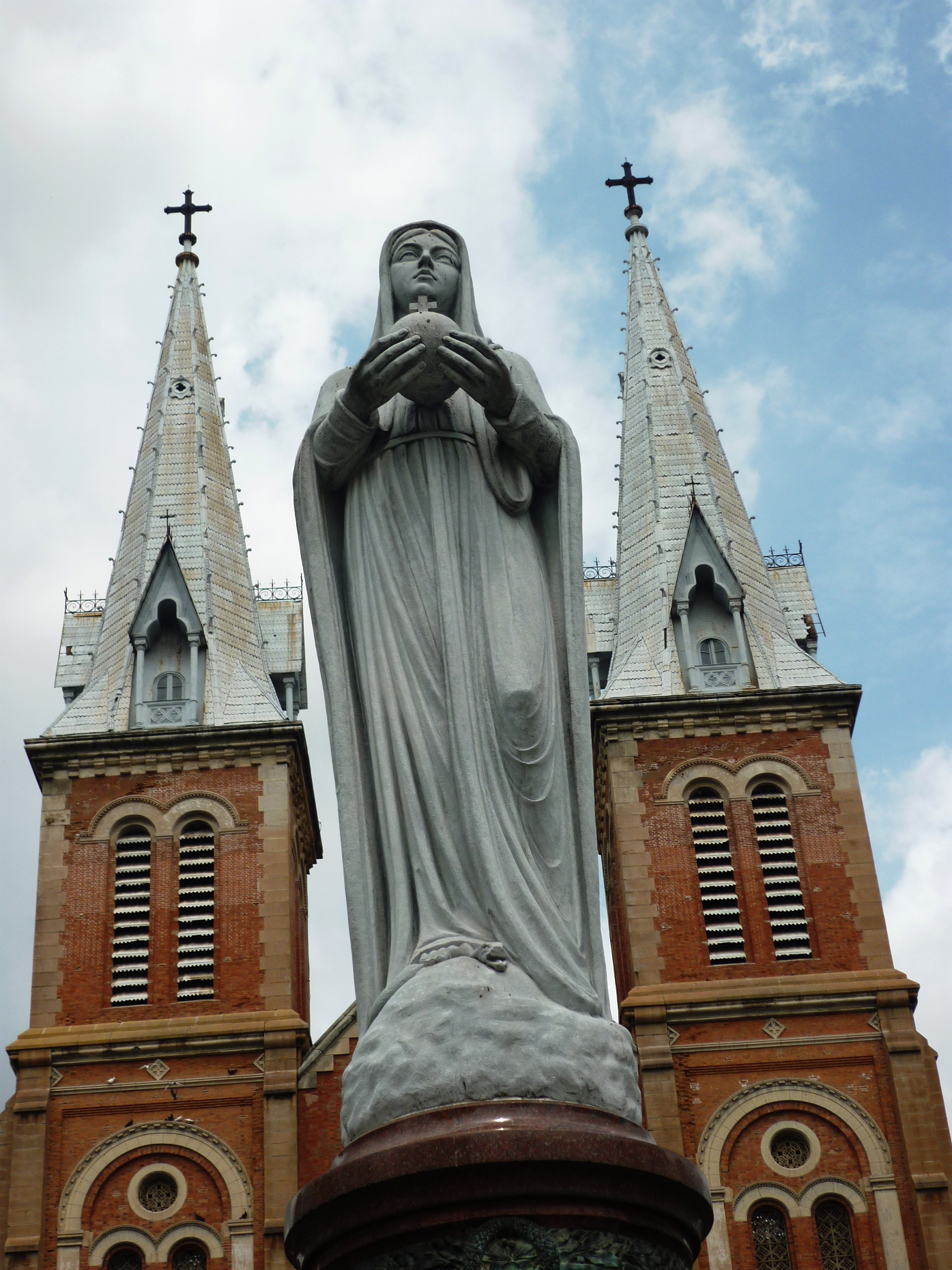
Statue der Königin des Friedens vor der Kathedrale Notre-Dame von Saigon von Ho-Chi-Minh-Stadt. Auch Darstellungen mit Weltkugel sind üblich.

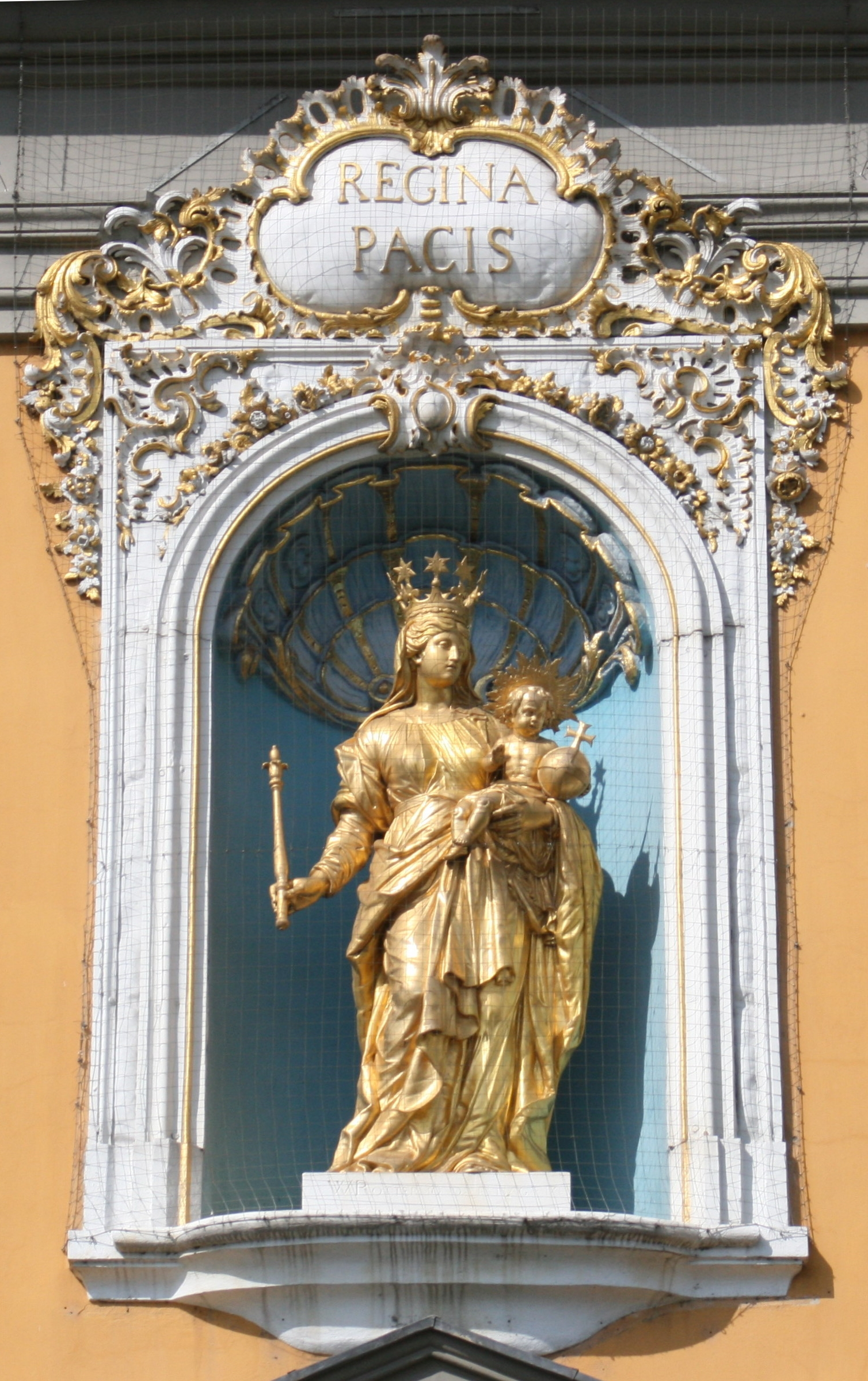
Regina Pacis am Hauptgebäude der Universität Bonn (1744)

Königin des Friedens oder Unsere Liebe Frau vom Frieden (lateinisch Rēgīna pācis) ist ein innerhalb der römisch-katholischen Kirche verwendeter Marientitel oder eine Anrufung Marias, der Mutter Jesu. Das Fest Maria, Königin des Friedens wird nach einigen Regional- oder Eigenkalendern am 9. Juli gefeiert, in Hawaii am 24. Januar.

## Geschichte
Bereits im April 1587 wurde in Rom die Kirche Santa Maria della Pace geweiht.
Die Geschichte des Anrufung ist auch mit einer Marienstatue aus dem 16. Jahrhundert verbunden. Diese soll der Franzose Jean de Joyeuse für seine Braut anfertigen haben lassen. Die 30 Zentimeter hohe, aus dunklem Holz geschnitzte Statue war zunächst unter dem Namen „Jungfrau von Joyeuse“ bekannt. Erst rund hundert Jahre später erhielt sie von Kapuzinern in Paris, in deren Besitz sie gelangt war, die Bezeichnung Unsere Liebe Frau des Friedens. Die Verehrung des Bildnisses durch die lokale Bevölkerung nahm stark zu, sodass eine eigene Kapelle errichtet und im Beisein Ludwigs XIV. am 9. Juli 1657 geweiht wurde.
In der Zeit der Französischen Revolution wurde die Statue aus der Kapelle entfernt und gelangte 1800 in den Besitz des Priesters Pierre Coudrin. Der Gründer der Kongregation von den Heiligsten Herzen Jesu und Mariens stellte sie im Mutterhaus des Ordens in Picpus (Paris) auf.
1917 wurde der Marientitel von Papst Benedikt XV. angesichts der Schrecken des Ersten Weltkriegs in die Lauretanische Litanei eingefügt. Maria, Königin des Friedens ist die Schutzpatronin der Kongregation von den Heiligsten Herzen Jesu und Mariens, von El Salvador, Maine und Hawaii.